# Stipe Modrić
Stipe Modrić (ur. 8 maja 1979 w Sinju) – słoweński koszykarz i trener grający na pozycji skrzydłowego. Posiada także chorwacki paszport.

## Przebieg kariery
Karierę seniorską rozpoczął w 1996 od występów w Alkar Sinj, klubie z rodzinnego miasta. Od kolejnego sezonu został podstawowym koszykarzem Olimpija Lublana, dla której zdobył Mistrzostwo Slovenska Košarkarska Liga sezonu 1997/98 oraz Puchar Słowenii. Sezon 1998/99 spędził w drużynie KD Slovan, po czym powrócił do Olimpiji. 
To właśnie w KK Olimpija Lublana Modrić odnosił największe sukcesy w karierze. Dwukrotnie zdobywał Mistrzostwo Slovenska Košarkarska Liga w sezonach 2000/01 i 2001/02. Czterokrotnie triumfował także w rozgrywkach o Puchar Słowenii w latach 2000–2003. Olimpija z Modriciem w składzie odniosła także sukces na arenie międzynarodowej, jakim było zwycięstwo w Lidze Adriatyckiej w sezonie 2001/02. W 2001 Modrić został do Draftu NBA, ale nie został wybrany przez żaden zespół.
W 2003 zaliczył krótki epizod w niemieckim Riesen Ludwigsburg. Następne trzy sezony spędził w KD Slovan. Pierwszą część sezonu 2006/2007 spędził we francuskim Cholet Basket, drugą natomiast w chorwackiej KK Cedevita Junior. W sezonie 2007/2008 po raz trzeci występował w KD Slovan.
W 2008 przeniósł się do Polski, gdzie został koszykarzem Anwilu Włocławek. Wraz z zespołem zajął 3. miejsce na koniec sezonu 2008/09. Kolejny sezon spędził w Olimpija Lublana, w której po raz szósty w karierze zdobył Puchar Słowenii. Następnie powrócił do Anwilu, w którym największym osiągnięciem był finał Pucharu Polski w 2011. 
W kolejnych latach grał w takich drużynach jak Astrum Levice, KD Slovan czy KK Portorož. W 2015 zasilił szeregi KD Ilirija, w której w 2018 zakończył karierę sportową. 
W latach 2000-2005 grał w reprezentacji Słowenii, jednak nie został powołany na żaden turniej rangi mistrzowskiej. 

## Po zakończeniu kariery
Od 2018 pełnił funkcję asystenta trenera w KK Olimpija Lublana. Od 2019 pracuje na podobnym stanowisku w KD Ilirija.

## Statystyki podczas występów w PLK
- Sezon 2008/2009 (Anwil Włocławek): 19 meczów (średnio 6,7 punktu oraz 5,4 zbiórki w ciągu 21,4 minuty)
- Sezon 2010/2011 (Anwil Włocławek): 24 mecze (średnio 2,3 punktu oraz 2,6 zbiórki w ciągu 14,5 minuty)

## Sukcesy
KK Olimpija Lublana
- Liga Adriatycka (1): 2001/02
- Mistrzostwo Slovenska Košarkarska Liga (3): 1997/98, 2000/01, 2001/02
- Puchar Słowenii (6): 1998, 2000, 2001, 2002, 2003, 2010

Anwil Włocławek
- Finał Pucharu Polski (1): 2011